# Chou de Kerguelen
Pringlea antiscorbutica
Espèce
Classification phylogénétique
Le chou de Kerguelen (Pringlea antiscorbutica) est une espèce de plante à fleurs de la famille des brassicacées, endémique des îles subantarctiques de l'océan Indien : îles Kerguelen, Heard, Crozet et Marion. L'espèce, inventoriée dès 1776 par le chirurgien William Anderson de l'expédition de James Cook, est la seule représentante du genre Pringlea.
Sa riche teneur en vitamine C permit par le passé aux marins de se protéger du scorbut.

## Description
Espèce monotypique – seule membre du genre Pringlea dont le nom dérive du médecin écossais John Pringle, président de la Royal Society au moment de sa découverte – le chou de Kerguelen est une plante vivace à croissance ramifiée pouvant atteindre un mètre, dont les tiges se développent à partir des rhizomes.
Les feuilles ovales forment la tête de chou en rosette, de couleur bleu-vert, pouvant atteindre une longueur d'environ 29 centimètres et une largeur maximale de 15,8 centimètres, chez les plantes matures. La rosette est composée d'environ 46 feuilles. Les inflorescences sont disposées entre les feuilles, et les fleurs de quatre pétales sont au bout de courts pétioles disposées entre quatre sépales verts.
Les étamines atteignent une longueur de huit millimètres, les anthères ont jusqu'à deux millimètres de long. L'ovaire poilu est oblongue. La pollinisation s'effectue de manière croisée par autogamie en absence d'insectes pollinisateurs due aux forts vents qui balayent les îles où on la trouve. Les fruits sèchent avant de libérer des graines visqueuses de quatre millimètres de longueur. La dispersion des graines se fait par hydrochorie.
Sa tolérance aux froids climatiques sévissant une grande partie de l'année dans la zone située à 50° de latitude sud est liée à sa forte production naturelle de polyamines,. Les plantes peuvent vivre au moins huit ans.

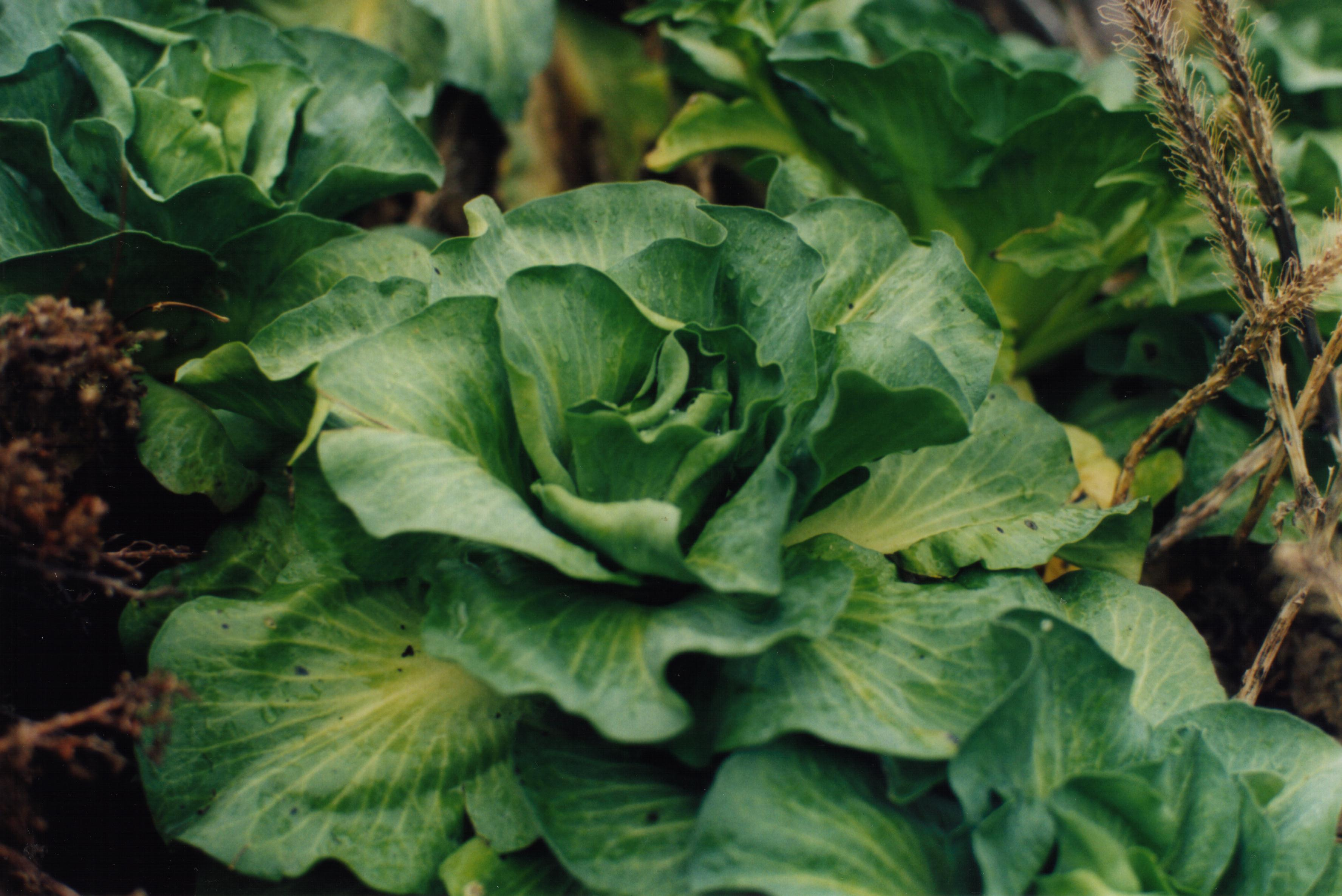
Jeune chou de Kerguelen à l'île Mayes.
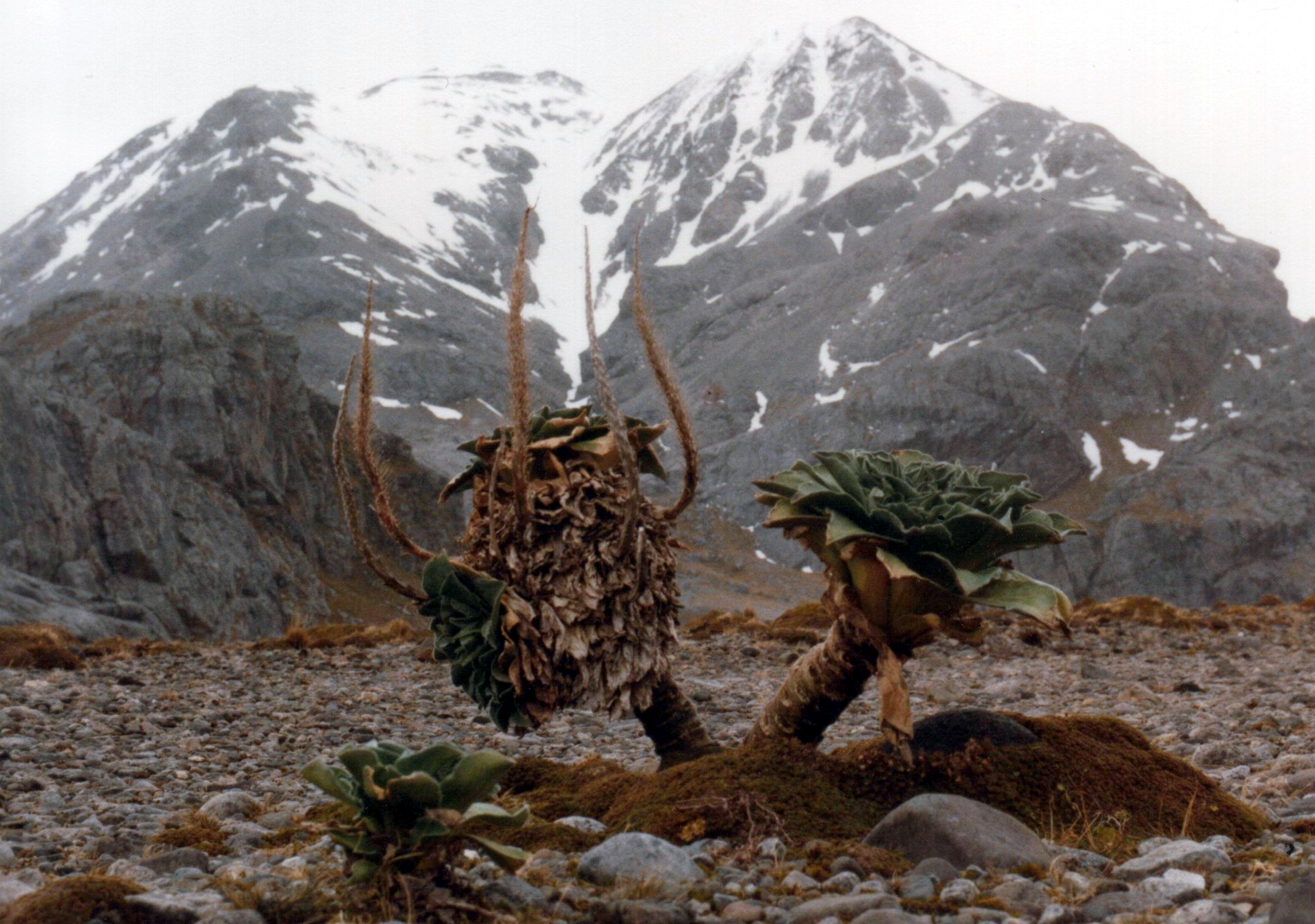
Vieil individu sur la péninsule Rallier du Baty.
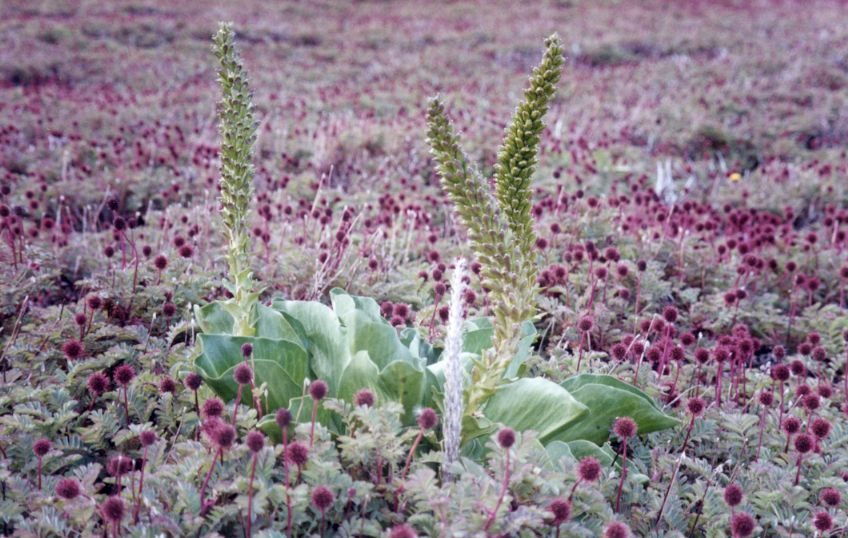
Chou durant sa floraison.

## Distribution

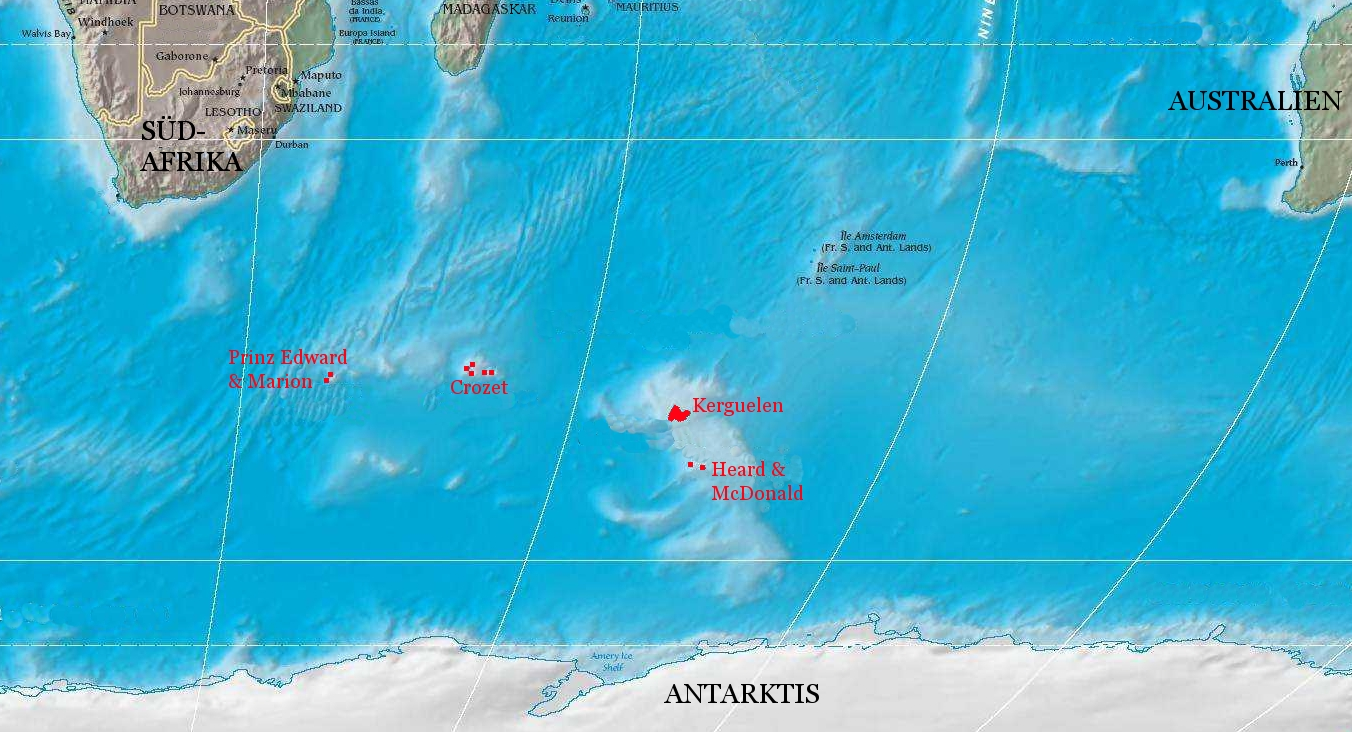
Répartition de l'espèce dans le monde (en rouge).

L'espèce Pringlea antiscorbutica est exclusivement présente dans la partie australe de l'océan Indien. Elle pousse dans l'archipel des Kerguelen, celui des Crozet ainsi que sur les îles sud-africaines de l'archipel du Prince-Édouard (Marion et Prince-Édouard) et sur l'île australienne Heard, soit une bande située entre 45° et 55° de latitude sud.
Les choux de Kerguelen poussent tout à la fois sur les flancs des montagnes et sur les terres en bordure de l'océan.

## Utilisation
Le chou de Kerguelen peut être consommé. Il possède, comme tous les brassicacées et comme son nom scientifique l'indique, des propriétés antiscorbutiques en raison de sa teneur en vitamine C. Les feuilles de cœur en contiennent entre 121 et 190 mg pour 100 g (comparable avec les choux de Bruxelles ou le persil), tandis que la concentration dans les autres feuilles varie entre 63 et 112 mg. La vitamine C est également présente dans les rhizomes, entre 3 et 126 mg pour 100 g en fonction de l'âge de la plante. Par ailleurs, le Pringlea est également riche en potassium.
Ces caractéristiques ont pu sauver bien des marins dans le passé malgré son amertume. Mais à l'inverse d'autres espèces de choux, il convient de le consommer cru, la cuisson rendant son goût particulièrement désagréable.

## Conservation
Espèce menacée en raison de l'introduction de lapins sur les îles australes de l'océan Indien, ce chou est associé naturellement avec une espèce d'insectes de la famille des Micropezidae, le Calycopteryx mosleyi.

## Le chou de Kerguelen dans la culture
En héraldique, l'espèce figure sur les armoiries des terres australes et antarctiques françaises.